# Farodsch (Verwaltungsbezirk)
Farodsch (persisch شهرستان فاروج) ist ein Schahrestan in der Provinz Nord-Chorasan im Iran. Er enthält die Stadt Farodsch, welche die Hauptstadt des Verwaltungsbezirks ist. 

## Demografie
Bei der Volkszählung 2016 betrug die Einwohnerzahl des Schahrestan 49.271. Die Alphabetisierung lag bei 77 Prozent der Bevölkerung. Knapp 32 Prozent der Bevölkerung lebten in urbanen Regionen.
| Zensusjahr | Einwohnerzahl |
| ---------- | ------------- |
| 2011       | 52.364        |
| 2016       | 49.271        |